# Rodionovo-Nesvetaïskaïa
Rodionovo-Nesvetaïskaïa (en russe : Родионово-Несветайская) est une sloboda et le centre administratif du Raïon de Rodionovo-Nesvetaïskaïa (oblast de Rostov, Russie), située à 42 km de Rostov-sur-le-Don.

## Histoire
La région du fleuve Mious se peuple de Cosaques du Don vers la fin du XVIIIe siècle. En 1802 la chancellerie de l’armée du Don autorise le Podpolkovnik (lieutenant-colonel) Mark Rodionov de s’établir sur le territoire qui deviendra le village de Rodionov. Le village étant traversé par la rivière Bolchoï Nesvetaï il prend par la suite le nom de Rodionovo-Nesvetaïskaïa.

## Démographie
En 2010 la sloboda compte 6 379 habitants.